# Хто обдурить Пенна і Теллера?
Хто обдурить Пенна і Теллера? (англ. Penn & Teller: Fool Us) - британське розважальне телешоу. У шоу беруть участь різні ілюзіоністи, які за допомогою своїх фокусів повинні «обдурити» відомих ілюзіоністів Пенна і Теллера і якщо їм це вдається, то вони відправляються в Лас-Вегас, де виступлять на розігріві в шоу Пенна і Теллера при готелі в Казино Ріо

## Формат
Шоу проходить на сцені великого залу для глядачів перед аудиторією. Пенн і Теллер займають особливі місця в залі для глядачів в середині перед сценою. Відбувається оголошення чергового претендента, на великому екрані демонструється заздалегідь записане з ним інтерв'ю. Потім претендент виходить на сцену і показує невелике номер з фокусами. По завершенню номера ведучий бере коротке інтерв'ю в учасника, в цей час Пенн і Теллер радяться між собою. Їх завдання визначити, яким саме чином був здійснений показаний фокус. Коли вони приходять до згоди, Пенн Джіллетт ділиться з учасником своїми враженнями і оголошує йому про їх здогаду, при цьому він не говорить прямо, а використовує натяки і професійний жаргон, щоб дати зрозуміти учаснику, що його фокус розгаданий, але при цьому не видавати секрету непосвяченим глядачам. Учасник каже була здогадка знаменитих фокусників правильною. У разі, якщо Пенн і Теллер не змогли відгадати секрет, то вважається, що учасник зміг їх обдурити і тоді він отримує приз.
За ходом уявлення із-за куліс спостерігає ще один фокусник, чия особа не розкривається. Він присвячений в таємниці всіх показуються на сцені фокусів. Якщо Пенн і Теллер не можуть дійти згоди з претендентом, то ведучий просить висловитися фокусника-спостерігача. Отримавши його відповідь через навушник, ведучий оголошує вердикт, який вважається остаточним.
Протягом одного епізоду шоу на сцену виходять кілька учасників, а завершується епізод демонстрацією фокусу у виконанні самих Пенна і Теллера.

## Пілотний випуск
Пілотний епізод вийшов в ефір 7 січня 2011 року. Він включав в себе шість ілюзіоністів, а також трьох, яких можна було побачити тільки на сайті телеканалу ITV. Тривалість пілотного епізоду трохи більше, ніж 90 хвилин. В даному епізоді - Джон Арчер і Бенджамін Ерл зуміли обдурити Пенна і Теллера.
| Сезон | Епізоди | Епізоди | Оригінальний показ | Оригінальний показ | Оригінальний показ |
| Сезон | Епізоди | Епізоди | Перший показ       | Останній показ     | Мережа             |
| ----- | --- | --- | ------------------ | ------------------ | ------------------ |
| 1     | 9 | 9 | 7 січня 2011       | 28 серпня 2011     | ITV                |
| 2     | 13 | 13 | 6 липня 2015       | 5 жовтня 2015      | The CW             |
| 3     | 13 | 13 | 13 липня 2016      | 16 вересня 2016    | The CW             |
| 4     | 13 | 13 | 13 липня 2017      | 30 листопада 2017  | The CW             |
| 5     | 13 | 13 | 25 червня 2018     | 1 жовтня 2018      | The CW             |
| 6     | 13 | 13 | 17 липня 2019      | 30 вересня 2019    | The CW             |
| 7     | style="background: #DDF; Колір: чорний; vertical-align: middle; text-align: center; " class="no table-no2"\|В очікуванні | style="background: #DDF; Колір: чорний; vertical-align: middle; text-align: center; " class="no table-no2"\|В очікуванні | 22 червня 2020     | TBA                | The CW             |

## Виробництво
Телешоу було зроблено на замовлення Елейн Беделл, директора розваг і комедії на телеканалі ITV. Пілотний випуск був знятий під наглядом Джона Кей Купера, глави відділу розваг на телеканалі. Шоу почало виходити в ефір з червня 2011 всі вісім епізодів першого сезону були зняті за десять днів.
28 червня 2012 року, телеканал ITV (англ.) Рос. оголосив про закриття шоу, хоча шоу мало високий рейтинг.
Влітку 2014 року було оголошено, що американський канал The CW випустить другий сезон шоу в 2015 році. Сезон складався з 13 серій, показав високі рейтинги  і після показу 6 епізоду був продовжений на третій сезон телевізійною мережею The CW з новою ведучою Елісон Ганніган.